# General Electric GE90
General Electric GE90 é uma família de motores turbofan high-bypass, produzidas pela General Electric para o Boeing 777, com força variando de 329 a 512 kN (74.000 a 115.000 libras). Foi introduzido juntamente com o avião, em novembro de 1995, na British Airways. O motor é uma de três opções possíveis para o Boeing 777, modelos 777-200, 777-200ER, e 777-300, e de uso exclusivo para os modelos 777-200LR Worldliner, 777-300ER e 777F.

## História
O motor GE90 foi lançado em 1990 pela General Electric, nos Estados Unidos, juntamente com a Snecma (França), IHI Corporation (Japão) e Avio S.p.A. (Itália). Foi desenvolvido a partir de um projeto da NASA, o Energy Efficient Engine. O modelo GE90-115B é o mais avançado, produzido com materiais compósitos.
Um documento técnico apresentado pela GE e empresas parceiras indica que o mercado de grandes motores deve continuar crescendo. Para efeito de comparação, o Boeing 747-400 utiliza motores de 289 kN de impulso, e a próxima versão ou sucessor do Boeing 777 será alimentado com uma versão que produzirá o dobro da força do venerável 747.

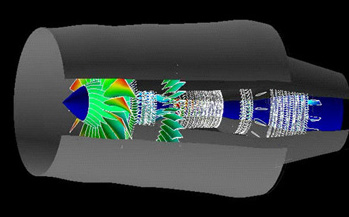
Simulação de pressão num GE90, no laboratório JPL da NASA.

Motores GE90 são grandes e só podem ser transportados por aviões de carga, como o cargueiro Antonov An-124, de maneira que, se apresentar problemas em lugares ermos, não haverá sobressalentes. Em 17 de dezembro de 2005 um GE90-94B falhou em um avião da Air France voando a partir de Seul para Paris, resultando em um pouso de emergência em Irkutsk, Sibéria. Um motor reserva teve que ser trazido em um avião An-124 para a troca. A causa da falha ainda está sob investigação.
O motor GEnx que foi desenvolvido para o Boeing 787 e o Boeing 747-8 é derivado do GE90. A Engine Alliance, uma joint venture entre a GE Aviation e a Pratt & Whitney, desenvolveu e produziu um motor a partir do GE90 para o Airbus A380, denominado GP7000.

## Recordes

### O maior motor do mundo

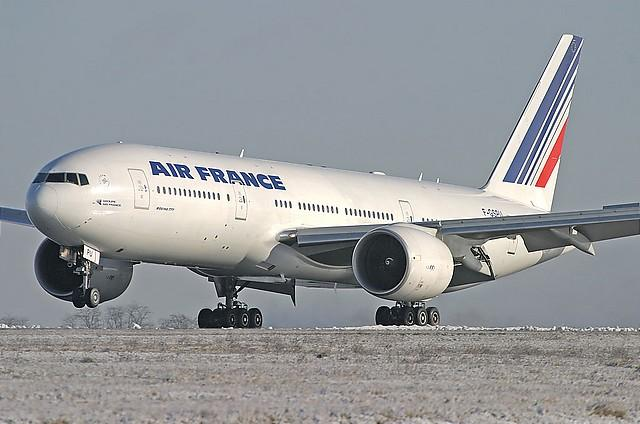
GE90-94B instalado em um Boeing 777-200ER da Air France.

A série GE90 são os maiores motores na história da aviação, com um fan (pás iniciais) com diâmetro de 312 cm (série original). O último variante, o GE90-115B, o fan possui 325 centímetros de diâmetro. Isto significa que o GE90 tem um diâmetro maior do que a maioria das cabines de aeronaves comerciais, bem como as famílias Bombardier CRJ ou Embraer ERJ, e é ligeiramente menor do que os 3,7 metros da largura do Boeing 737.

### Recorde mundial de força
De acordo com o Guinness Book of Records, com 127.900 libras (569 kN), o GE90 detém o recorde para o maior impulso (embora esteja classificado em 115.300 libras (513 kN)).

### Recorde mundial de alcance em voo
Em 10 de novembro de 2005, o GE90 entrou para o Guinness, pela segunda vez. O motor estava montado em um 777-200LR durante o voo mais longo do mundo por um avião comercial, embora não houvesse passageiros pagantes, apenas jornalistas e convidados. O 777-200LR voou 13.422 milhas (21.601 km) em 22 horas 42 minutos, voando de Hong Kong para Londres, no "longo caminho": sobre o Pacífico, sobre os EUA e em seguida, sobre o Atlântico. (O voo mais longo da aviação comercial de passageiros durou 23 horas 19 minutos, realizado por um Lockheed Constellation, entre Londres e São Francisco, nos dia 1 e 2 de outubro de 1957)

## O modelo GE90-115B
É a variante mais potente do motor até o momento. A General Electric construiu especialmente para os novos Boeing 777 sendo eles de modelos: 777-200LR e 777-300ER e mais recentemente o novo 777F cargueiro. Com empuxo um pouco maior que 115.000 lbs ele é o recordista de potência.
Suas pás incorporam um design inovador. Compostas de fibras de carbono e revestido nas pontas com uma liga de titânio, elas possuem um formato curvo, com uma aparência 3D, que proporcionam sugar mais ar que as pás com formato mais tradicional do mesmo tamanho.
O GE90-115B é 40% mais potente que seu antecessor que equipava o Boeing 767, o GE CF6-80C2B8F, é ainda menos ruidoso, além de economizar 1/3 do combustível.
Originalmente, o objetivo do 777-300ER era substituir o Boeing 747-400, isso antes do projeto do Boeing 787 Dreamliner. Durante a fase de testes do motor, na década de 90, um GE90-115B foi instalado em um Boeing 747-400 de testes. A primeira diferença a se notar é o excepcional tamanho do GE90-115B em comparação com os motores originais do 747. O tamanho realmente impressiona, o diâmetro de um GE90 é o mesmo da cabine de um Boeing 737.
De fato, o novo motor instalado foi capaz de sustentar sozinho em voo um 747-400 quando os outros 3 motores menores foram desligados. Um feito incrível para um único motor que, ao atuar em dupla, sustentará em voo uma aeronave com um peso 20% menor que o peso de um 747.
A elevada tecnologia do GE90-115B faz dele um motor para a nova era de aviões bijatos mais econômicos, menos barulhentos, menos complexos e menos dispendiosos que os jatos de 4 motores.

## Versões e uso

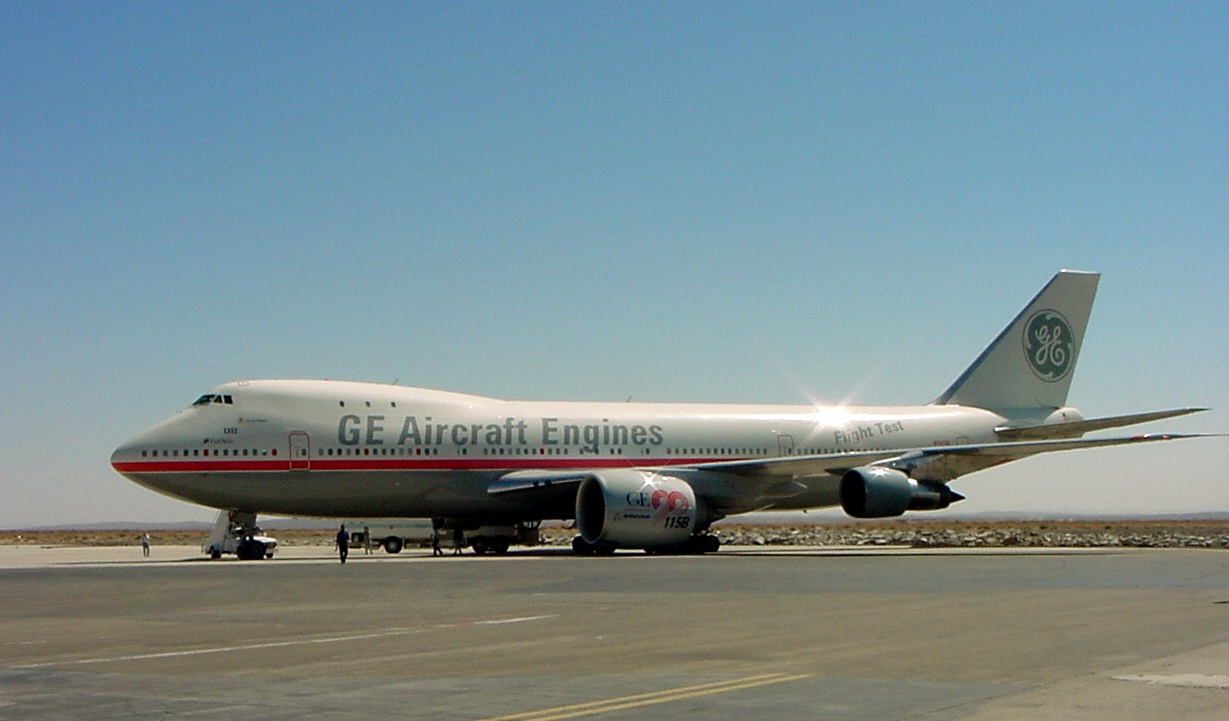
Um GE90-115B montado num Boeing 747 de testes, na posição 2, em 2002

| Motor                    | GE90-75B a -94B (Primeira série) | GE90-75B a -94B (Primeira série) | GE90-75B a -94B (Primeira série) | GE90-75B a -94B (Primeira série) | GE90-75B a -94B (Primeira série) | GE90-75B a -94B (Primeira série) | GE90-75B a -94B (Primeira série) | GE90-110B1 a -115B (Ultima série) | GE90-110B1 a -115B (Ultima série) | GE90-110B1 a -115B (Ultima série) | Competidores |
| Motor                    | GE90-75B                         | GE90-76B                         | GE90-77B                         | GE90-85B                         | GE90-90B                         | GE90-92B                         | GE90-94B                         | GE90-110B1                        | GE90-113B                         | GE90-115B                         | Competidores |
| ------------------------ | -------------------------------- | -------------------------------- | -------------------------------- | -------------------------------- | -------------------------------- | -------------------------------- | -------------------------------- | --------------------------------- | --------------------------------- | --------------------------------- | ------------ |
| Potencia ao nível do Mar | 75,000 lbf (333.6 kN) approx.    | 76,000 lbf (338.0 kN) approx.    | 77,000 lbf (342.5 kN) approx.    | 85,000 lbf (378.1 kN) approx.    | 90,000 lbf (400.3 kN) approx.    | 92,000 lbf (409.2 kN) approx.    | 93,700 lbf (416.8 kN)            | 110,000 lbf (489.3 kN) approx.    | 113,530 lbf (504.9 kN)            | 115,300 lbf (512.9 kN)            |              |
| 777-200                  | ?                                |                                  |                                  |                                  |                                  |                                  |                                  |                                   | ?                                 |                                   |              |
| 777-200ER                | ?                                | ?                                |                                  |                                  |                                  |                                  |                                  |                                   | ?                                 |                                   |              |
| 777-300                  | ?                                | ?                                |                                  |                                  |                                  |                                  |                                  |                                   | ?                                 |                                   |              |
| 777-200LR                |                                  |                                  |                                  |                                  |                                  |                                  |                                  |                                   | ?                                 |                                   |              |
| 777-300ER                |                                  |                                  |                                  |                                  |                                  |                                  |                                  |                                   | ?                                 |                                   |              |
| 777 Freighter            |                                  |                                  |                                  |                                  |                                  |                                  |                                  |                                   | ?                                 |                                   |              |